# منطقه کوئننگ
منطقه کوئننگ (به لاتین: Kweneng District) یک ناحیه در بوتسوانا است که در بوتسوانا واقع شده‌است. منطقه کوئننگ ۳۵٬۸۹۰ کیلومتر مربع مساحت و ۳۰۴٬۵۴۹ نفر جمعیت دارد.